# ذوات الأذناب المقوسة

ذوات الأذناب المقوسة أو الآمييات (الاسم العلمي: Amiiformes) هي رتبة من الأسماك تتبع طائفة الأسماك العظمية.

## فصائل
- الآميية

## أجناس
- الآميا
- الآميا اليابانية (الاسم العلمي: †Nipponamia) منقرض